# Comité Nacional por una Alemania Libre
El Comité Nacional por una Alemania Libre (en alemán: Nationalkomitee Freies Deutschland, o NKFD) fue una organización antinazi formada por comunistas alemanes y prisioneros de la Wehrmacht durante la Segunda Guerra Mundial, que operaba desde la Unión Soviética, con el fin de estimular una revuelta de la Wehrmacht contra Adolf Hitler mediante acciones de sabotaje y propaganda.

## Antecedentes
El antecedente inmediato del Comité Nacional por una Alemania Libre se halla en 1933, cuando el ascenso de los nazis al poder genera la inmediata ilegalización del Partido Comunista de Alemania (KPD, por sus siglas en alemán) y el exilio o arresto de sus líderes. La mayoría de dirigentes del partido que pudieron huir de Alemania terminaron instalándose en la Unión Soviética, aunque sujetos a los vaivenes de la relación de Stalin con Hitler. Así, algunos comunistas alemanes también fueron víctimas de la Gran Purga desde 1937 o debieron quedar políticamente inactivos para no colisionar con el mejoramiento de relaciones de la URSS con el Reich tras el Pacto nazi-soviético de 1939.
No obstante, la Operación Barbarroja en junio de 1941 cambió la situación del núcleo de comunistas alemanes refugiados en la URSS, pues sus servicios fueron requeridos por el régimen se Stalin en tareas de propaganda antinazi; el apresamiento de soldados alemanes como consecuencia de los combates en el frente hizo proyectar a las autoridades soviéticas la idea de formar una organización de alemanes contrarios al nazismo, basada en los prisioneros de guerra desilusionados y en los comunistas alemanes, pero tal plan falló en sus primeros meses en tanto la mayoría de prisioneros germanos aún mostraban confianza en la derrota final de la URSS. 
No obstante, la crucial derrota alemana en la Batalla de Stalingrado causó en los meses siguientes un notable aumento en el número de prisioneros alemanes, que ante la evidencia del decisivo triunfo del Ejército Rojo podían cuestionar la invencibilidad de la Wehrmacht y acogerían más favorablemente la propuesta de unirse a una organización antinazi. Tales ideas también empezaban a ser aceptadas por oficiales alemanes de alta graduación que empezaban a caer prisioneros del Ejército Rojo pero se sentían decepcionados por el régimen hitleriano.

## Funcionamiento
Aprovechando estos sentimientos, el escritor alemán comunista Erich Weinert, exiliado en la URSS, constituyó por orden de Stalin el "Comité Nacional por una Alemania Libre" en Moscú, el 12 de julio de 1943; la presidencia del Comité quedó en manos del propio Weinert, con el teniente Heinrich Graf von Einsiedel y el mayor Karl Hetz como secretarios. La directiva del Comité estaba formada en total por 10 comunistas alemanes y 28 hombres de la Wehrmacht sacados de los campos de prisioneros. No obstante, en las semanas siguientes fracasaron sus esfuerzos por reclutar más oficiales alemanes de entre los prisioneros, por lo cual el teniente coronel Alfred Brette sugirió a Weinert fundar un grupo sólo de oficiales antinazis, para evitar que éstos rechazaran la idea de unirse a un grupo dominado por comunistas y soldados rasos.

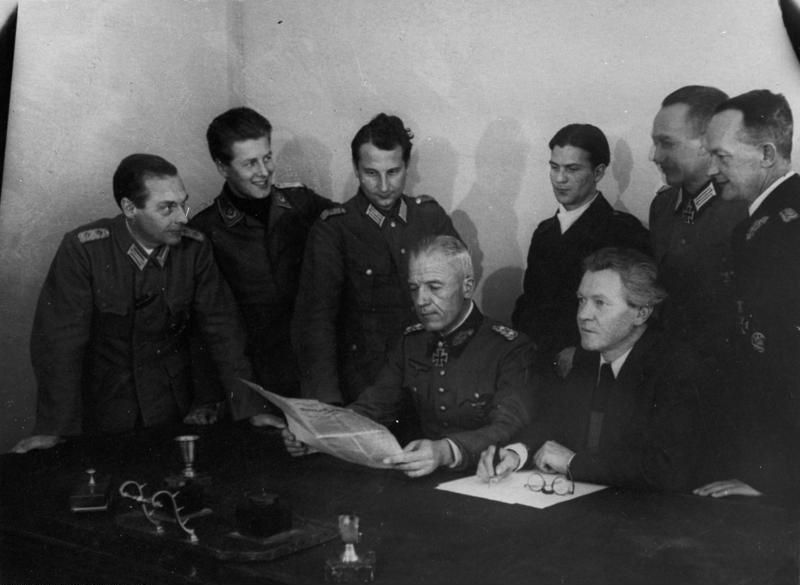
Reunión del "Comité Nacional por una Alemania Libre", sentado a la derecha su presidente, el comunista Erich Weinert, sentado a la izquierda el general von Seydlitz

Como resultado de estas gestiones se fundó en septiembre de 1943 la Liga de Oficiales Alemanes (Bund der Deutschen Offiziere o BDO por sus siglas alemanas), que sí logró la adhesión de algunos oficiales de alta graduación. Su líder fue el general Walther von Seydlitz-Kurzbach, teniendo como fines la difusión de propaganda hacia la Wehrmacht en el frente. El más famoso oficial que se unió a la BDO fue el mariscal de campo Friedrich Paulus, el jefe del Sexto Ejército alemán que fue capturado en la Batalla de Stalingrado.
El Comité funcionaba con base en Moscú y sus puestos clave se hallaban en manos de militantes del Partido Comunista de Alemania exiliados en la URSS, quienes se encontraban a su vez bajo la supervisión de Stalin. No obstante para evitar suspicacias se aceptó preservar símbolos de la tradición militar alemana, así como una ideología más conectada con los pensamientos de los soldados profesionales, mucho más conservadores en política: así se mantuvo en uso los colores de la antigua bandera del Imperio Alemán (negro, blanco y rojo) en vez del tricolor de la República de Weimar (negro, rojo y amarillo), menos popular entre los soldados germanos; también se permitió que los oficiales adheridos al Comité emplearan sus uniformes tradicionales de la Wehrmacht (aunque sin insignias nazis). Públicamente el Comité propugnaba la restauración de las fronteras alemanas previas al Anschluss de 1938, negociaciones de paz inmediatas, y el derrocamiento y castigo para los líderes nazis. También se hicieron llamados para preservar el poder de la Wehrmacht, invocando que "civiles y soldados de Alemania deberían poner los intereses de la nación por encima de los deseos del NSDAP".
En un esfuerzo para mantener la utilidad del Comité, el general Walther von Seydlitz-Kurzbach ofreció al estado mayor del Ejército Rojo la opción de organizar un verdadero ejército antinazi con los prisioneros alemanes adheridos al Comité, para liderarlos en el Frente Oriental contra la Wehrmacht, o lanzar comandos de soldados alemanes antinazis tras las líneas del frente para iniciar una lucha de guerrillas en territorio del Reich, pero ambas propuestas fueron rechazadas por la desconfianza de la URSS ante estas alternativas.
En la segunda mitad de 1944 las actividades del Comité y del BDO se centraron en la propaganda, usando una emisora de radio con alcance en todo el frente oriental y dando mensajes antinazis en idioma alemán. También se lanzaron volantes de propaganda hacia las líneas alemanas y en los campos de prisioneros, instando a unos a rendirse y a otros a unirse a la resistencia antinazi. 
Ambas operaciones tuvieron escaso éxito, pues los prisioneros de guerra alemanes mostraban poca simpatía ante la idea de colocarse a las órdenes de sus compatriotas comunistas, mientras que en las filas de la Wehrmacht había temor a la idea de rendirse ante el Ejército Rojo en tanto la propaganda nazi había insistido exitosamente en que la política soviética hacia los prisioneros alemanes sólo oscilaba entre su esclavización y su exterminio. La fuerte aversión nazi a los pueblos eslavos y al comunismo había impactado fuertemente en los soldados alemanes, y la propaganda de comunistas exiliados en Moscú era impotente ante esta situación.
Otra alternativa planteada por el Comité fue el uso de soldados alemanes antinazis entrenados por los soviéticos para ser infiltrados en las filas de la Wehrmacht y ejecutar actos de sabotaje a gran escala; estos hombres fueron apodados "soldados Seydlitz" por las tropas de la Wehrmacht y se mantuvieron activos hasta los últimos días de la guerra. Aunque algunos de estos infiltrados ejecutaron lealmente las misiones encargadas, muchos se unieron a la lucha junto a sus antiguos compañeros del ejército alemán, mientras otros más fueron ejecutados sumariamente por los nazis tras ser descubiertos.
Pese a la propaganda, a mediados de 1944 parecía evidente que el Comité había fracasado en su empeño de generar un golpe de Estado contra Hitler, o una revuelta dentro de la Wehrmacht para negarse a combatir, por lo cual sus posturas nacionalistas fueron lentamente abandonadas para mostrar un discurso más abiertamente izquierdista, hasta que al final de la guerra en 1945 su programa se identificaba como idéntico al Partido Comunista de Alemania. 
El Atentado del 20 de julio de 1944 terminó por decepcionar a los soviéticos sobre la auténtica utilidad del "Comité", pues los líderes de ese fallido golpe de Estado estaban visiblemente muy alejados de los fines del Comité patrocinado por la URSS y habían operado sin contar con los comunistas alemanes, demostrando que la influencia efectiva del "Comité" era realmente muy pequeña dentro de la Wehrmacht. En la segunda mitad de 1944 Stalin expresó su insatisfacción con el Comité y determinó concentrar su apoyo en los militantes del KPD, ordenando el arresto de los oficiales del Comité menos afectos a la influencia comunista, quienes volvieron a sus campos de prisioneros.

## Tras la guerra
Tras el fin de la Segunda Guerra Mundial y el establecimiento de la Administración Militar Soviética en Alemania, el Comité Nacional por una Alemania Libre y la BDO perdieron su razón de ser, y ambos se disolvieron en 1945. La mayoría de oficiales y soldados que se resistieron a adherirse a la ideología de los comunistas alemanes fueron encarcelados nuevamente (como sucedió con Seydlitz), mientras otros (como Paulus) cooperaron en la creación de las fuerzas armadas de Alemania Oriental. En cuanto a los comunistas alemanes, tras la disolución del Comité muchos de ellos ocuparon puestos relevantes en la administración soviética hasta que luego asumieron la dirección de los principales puestos gubernamentales en la República Democrática Alemana fundada en 1949.

## Miembros notables
Los principales miembros del Comité Nacional solían ser militantes comunistas exiliados fuera de Alemania, como
Johannes R. Becher, Willi Bredel, Wilhelm Pieck, Walter Ulbricht, Gustav von Wangenheim, Erich Weinert, Friedrich Wolf, y Markus Wolf. Los integrantes militares más importantes fueron de hecho Friedrich Paulus, y Walther von Seydlitz-Kurzbach; el primero de ellos (al igual que otros altos oficiales) terminó aceptando la primacía de los comunistas en el Comité y colaboró después con la formación y organización de las fuerzas armadas de Alemania Oriental.